# Charles Davis (Saxophonist)

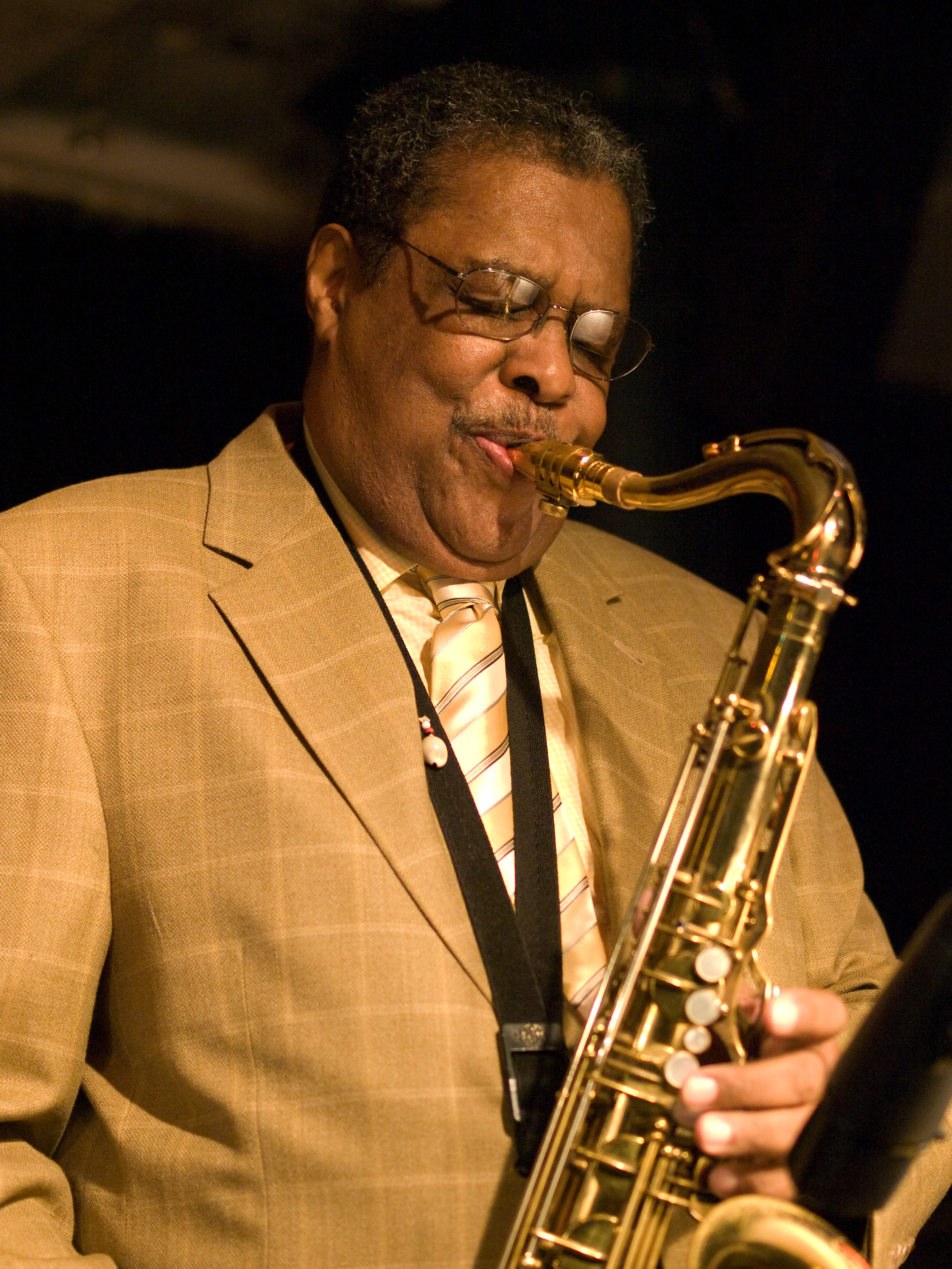
Charles Davis im Jazzclub Unterfahrt (München 2009)

Charles Henry Davis (* 20. Mai 1933 in Goodman, Michigan; † 15. Juli 2016) war ein amerikanischer Saxophonist des Hardbop und Creative Jazz.

## Leben und Wirken
Charles Davis wuchs in Chicago auf, wo er von 1948 bis 1950 auf der Chicago School of Music unterrichtet wurde und von 1949 bis 1952 auf der DuSable High School und dann bei John Hauser studierte. 1954 wirkte er bei Jack McDuff und für die nächsten Jahre in den frühen Formationen von Sun Ra. Dann ging er nach New York und arbeitete mit bedeutenden Musikern des Hardbop-Umfeldes, wie Sam Jones, Johnny Griffin, Freddie Hubbard. Auch begleitete Davis die Sängerinnen Dinah Washington, Billie Holiday und Ella Fitzgerald. Von 1959 bis 1962 spielte er im Quintett von Kenny Dorham. Dann arbeitete Davis vor allem mit den damaligen Erneuerern des Jazz wie Cecil Taylor, Steve Lacy, Julian Priester, John Coltrane und dem Jazz Composer’s Orchestra, aber auch mit Illinois Jacquet, Lionel Hampton oder Donald Byrd. In den 1970er Jahren gehörte er zu den Bands von Louis Hayes und Clark Terry; 1974 vereinte er sich mit fünf weiteren Baritonsaxophonisten und einer Rhythmusgruppe zur Formation Baritone Saxophone Retinue. Später arbeitete er mit Muhal Richard Abrams und gehörte zur Band von Abdullah Ibrahim (1983–88), dann zu der von Clifford Jordan. 1998 spielte er das Album Three Baritones ein. 2009 zählten bei einem Gastspiel im Jazzclub Unterfahrt Tom Kirkpatrick, Claus Raible, Giorgos Antoniou und Bernd Reiter zu seinem Quintett.
Eine seiner wichtigsten Einspielungen der 1960er Jahre war das Elvin Jones/Jimmy-Garrison-Album Illumination (Impulse! Records, 1963), das seine Komposition Half and Half enthält. Er ist auch auf Alben von Cedar Walton, Shirley Scott oder Ricky Ford zu hören.
Davis ist nicht mit dem gleichnamigen Flötisten zu verwechseln, der in Europa lebt.

## Diskographische Hinweise

### Platten unter eigenem Namen
- Super 80 (Nilva Records, 1982) mit Walter Booker
- Reflections (RED Distribution, 1990) mit Barry Harris, Peter Washington, Ben Riley
- Land of Dreams (Smalls, 2006), mit Tardo Hammer, Lee Hudson, Jimmy Wormworth
- Plays the Music of Bent Jædig (Fresh Sound, 2008), mit Sam Yahel, Ben Street, Kresten Osgood
- For the Love of Lori (2014) mit Steve Davis, Rick Germanson, David Williams, Joe Magnarelli,  Neil Smith

### Weitere Aufnahmen als Sideman
- Kenny Dorham: The Arrival Of Kenny Dorham (Jaro International Records, 1960)
- Johnny Griffin: The Big Soul-Band (Riverside Records, 1960)
- Sam Jones: The Soul Society (Riverside Records, 1960)
- Steve Lacy: The Straight Horn of Steve Lacy (Candid Records, 1960)
- Sun Ra: Super-Sonic Jazz (1957), Jazz in Silhouette (1959), Visits Planet Earth, 1956–58 (1966), Interstellar Low Ways, 1959–60 (1966)  Sound Sun Pleasure!!, 1959 (1970) – El Saturn Records
- Cecil Taylor: Jumpin´ Punkins, New York City R & B – mit u. a. Roswell Rudd, Steve Lacy, Archie Shepp, Buell Neidlinger (beide bei Candid Records, 1961)
- Archie Shepp: The Way Ahead (Impulse! Records, 1968)
- Jazz Composer’s Orchestra: Communications (JCOA/ECM, 1968)
- Abdullah Ibrahim: Water from an Ancient Well (Enja/Tiptoe Records, 1985)